# تجاذب (فلم)
تجاذب (الروسية: Притяжение)، هو فيلم خيال علمي روسي صدر في عام 2017 من إخراج فيودور بوندارتشوك. تحكي القصة عن مركبة فضائية من خارج كوكب الأرض تحطمت في منطقة تشيرتانوفو في موسكو. أدخلت الحكومة الروسية الأحكام العرفية على الفور، حيث يزداد غضب السكان المحليين من الضيف غير المرغوب فيه. الفيلم من بطولة إيرينا ستارسينباوم و‌ألكسندر بتروف ورينال موخاميتوف و‌أولج مينشكوف.
وفقًا لبوندارتشوك، فإن الفيلم هو قصة رمزية اجتماعية. ذكر كتاب السيناريو أنه مستوحى من أعمال الشغب في بيريوليوفو عام 2013.
أصبح المشروع رابع فيلم روسي يتم نقله إلى تنسيق آيماكس. كان العرض الأول للفيلم في روسيا في 26 يناير 2017. أصبح لدى الفيلم نجاحاً كبيراً في شباك التذاكر، حيث حقق أكثر من مليار روبل روسي وأصبح فيلم الخيال العلمي الروسي الأعلى ربحاً. كان لدى الفيلم أيضاً نجاحاً نقدياً معتدلاً مع وسائل الإعلام الروسية.
التتمة هو فيلم غزو، تم عرضه لأول مرة في يوم رأس السنة الجديدة 2020.

## القصة
تدور أحداث القصة حول العقيد فالنتين ليبيديف المسؤول عن العملية العسكرية، وابنته يوليا التي تقيم علاقة عاطفية مع الأجنبي خيكون، وصديقها السابق أرتيوم الذي يعد الخصم الرئيسي.
خيكون هو ممثل لسباق بشري متقدم تقنياً يسافر إلى الأرض متخفياً لأغراض البحث. أثناء السفر عبر المجموعة الشمسية، تضررت مركبته الفضائية بسبب زخة شهب. يخطئ سلاح الجو الروسي في مركبته الفضائية على أنها مركبة فضائية عسكرية تابعة للناتو ويدمرها بإطلاق الصواريخ عليها، مما تسبب في اصطدامها بعدة مبان في موسكو ومقتل مئات الأشخاص. في نفس اليوم الذي انتهت فيه يوليا وأرتيوم من حضور حدث مراقبة النيازك، قُتلت سفيتلانا صديقة يوليا أثناء مشاهدة بعض النيازك.
قررت الحكومة الروسية عدم الاتصال بالمركبة والسماح لها بإصلاح نفسها بنفسها. تم إخلاء المنطقة المحيطة بموقع الهبوط وتطويقها؛ ثم يتم وضع موسكو تحت حظر التجول. في هذه الأثناء، يتسلل يوليا وأرتيوم وأصدقاؤه خاريتون وروس وبيتون إلى موقع التحطم للتحقيق مع الفضائي: بعد أن ضربوه بالضرب وتسببوا في تحطيمه لأحد المباني، استعادوا درعه قبل أن تجدهم دورية عسكرية. في يوم آخر، تتسلل يوليا مرة أخرى لاستعادة الفضائي، وتضعه مع زميل دراسي يعرف باسم «جوجل» لمساعدة الفضائي على التعافي. أثناء فحص جسده، لاحظت وجود سوار معصم يتشكل على معصمها الأيمن، والذي يتلاعب بالماء.
الفضائي، الذي يعرّف عن نفسه بـ «خيكون»، لم يكن متأكداً في البداية من الأرض وسكانها، لكنه أخبرهم أنه يبحث عن جهاز يُعرف باسم «شيلكا»، يسمح له بالسفر عبر الفضاء دون تدمير جسده. يبدو أن شيلكا، مثل مركبة فضائية، تجتذب الماء. وبينما كان يخرج إلى الشوارع للبحث عن الجهاز، ظنت الشرطة أنه مدمن مخدرات وأرسلته إلى مركز الشرطة لاستجوابه.
في هذه الأثناء، يقود أرتيوم وأصدقاؤه سيارتهم لإبلاغ العقيد ليبيديف بدرع المخلوق الفضائي الذي أخبأوه في مرآبهم. يعثرون على حشد غاضب من تقنين المياه، حيث يبدو أن المركبة الفضائية تمتص الماء من أجل إصلاح نفسها. يقرر روس استفزاز الجماهير وتحويلهم إلى أعمال شغب غير منظمة. يضرب أرتيوم بهراوة شرطي وهو يحاول إقناع الناس بالتوقف عن أعمال الشغب، ويؤخذ إلى مركز الشرطة لكنه نسي أن يخبر العقيد ليبيديف باكتشافه.
من أجل الحصول على شيلكا، ذهبت يوليا لرؤية والدها، الذي قاطع لقاءه مع ضباطه عندما أخبرته أنها حامل بطفل من خيكون. هي في الواقع تقول هذا لإلهائه، لذلك يمكن لخيكون أن يتنكر كعالِم ويأخذ شيلك من عبوته، وأيضًا لأنه كان منزعجاً لأنه لم يقضي الكثير من الوقت معها بعد وفاة والدتها.
تعترف يوليا بمشاعرها الحقيقية تجاه خيكون في مكالمة هاتفية مع أرتيوم، بينما يصل أرتيوم مع أصدقائه لضرب المخلوق الفضائي. يقاوم خيكون، وعندما يحاول أحد أصدقاء أرتيوم إطلاق النار على خيكون، يتم إطلاق النار على روس عن طريق الخطأ بدلاً من ذلك. فر أرتيوم وأحد أصدقائه قبل أن تعتقلهم الشرطة. أبلغ عن هذه الحادثة لجمع العديد من المؤيدين وتشكيل مجموعة لمهاجمة المركبة الفضائية وخيكون، والانتقام لموت روس، الذي يلوم الفضائي فيه. على الرغم من دعمه الأولي، يعبر بيتون أحياناً عن شكوكه في أهداف أرتيوم.
تخترق مجموعة أرتيوم حاجزاً للشرطة، مما أدى إلى ظهور العديد من الدعاوى الروبوتية الأخرى لمحاربة الغوغاء. تقود يوليا وخيكون طريقهما عبر حاجز الشرطة والغوغاء باستخدام سيارة مصفحة لإعادته هو وشيلك إلى سفينتهم، بينما يتصدون ضد أرتيوم، الذي ينفجر بغضب باستخدام بدلة خيكون الفضائية. خيكون يهزم أرتيوم، لكن أرتيوم يطلق النار عليه ويوليا ببندقية مسقطة. حزن الكولونيل ليبيديف من هذا الأمر، وهو يتبع العديد من بدلات الفضائية أثناء حملهما يوليا وخيكون إلى المركبة الفضائية، حيث تستخدم أجهزتها الماء لعلاج إصابات يوليا. يستجيب كمبيوتر المركبة الفضائية أيضاً لأسئلة ليبيديف حول مهمة خيكون لمراقبة الأرض، حيث إن تاريخها وحضاراتها الشبيهة بالحروب جعلها غير آمنة للغاية للاتصال بين النجوم. ومع ذلك، فإن حب يوليا لخيكون، واستعدادها لحمايته، جعل سلطات الكمبيوتر تعيد كتابة نتائج دراستهم على الأرض.
تعود يوليا ووالدها والجميع إلى حياتهم اليومية، حيث تغادر المركبة الفضائية وتطلق المياه الزائدة. في هذه الأثناء، تم القبض على أرتيوم ومن المفترض إرساله إلى معسكر اعتقال.
تحدثت يوليا عن مغزى الفيلم في النهاية: الحقيقة هي أن أجنبياً واحداً من بعيد يثق بنا أكثر مما نثق بأنفسنا.

## الإنتاج

### طاقم التمثيل
أثناء التصوير، قطع الممثل ألكسندر بتروف ساقه بالزجاج وألحق أضراراً بأوتاره، وبعد ذلك تم إجباره على إزالة الجبيرة واستخدام بديل. بالإضافة إلى ذلك، أعرب فيودور بوندارتشوك عن استيائه من حقيقة أن العلاقات الوثيقة بين الشخصيات الرئيسية في أدوار الممثلة إيرينا ستارسينباوم والممثل ألكسندر بتروف تخلق صعوبات في إنتاج الفيلم.

### التصوير
بدأ التصوير الرئيسي في نوفمبر 2015. ووقع التصوير في سرية تامة في مناطق مختلفة من موسكو، وخاصة في تشيرتانوفو، وفي منشآت وزارة الدفاع بمشاركة أحدث المعدات العسكرية للقوات المسلحة الروسية. وشمل التصوير ناقلات جند مدرعة وطائرات هليكوبتر وروبوتات أورانوس 6 و‌طائرات بدون طيار ومركبات مدرعة غاز-2975 وتايفون (عائلة AFV) وحاملة الطائرات الروسية الأميرال كوزنستوف.

### مرحلة ما بعد الإنتاج
تضمنت المؤثرات البصرية 255 فناناً من شركة "Main Road Post" الروسية، والتي عملت حتى ذلك الوقت على أفلام ميترو (فيلم 2013)، الثامن من أغسطس (فيلم 2012)، مطلوب (فيلم 2008)، ستالينغراد (فيلم 2013) و المبارز (فيلم 2016). استغرق الأمر حوالي عام ونصف للعمل مع التأثيرات. تعتبر أكثر التأثيرات صعوبة لحظة سقوط المركبة الفضائية.

## التسجيل الصوتي
كتب الملحن إيفان بورلييف الموسيقى التصويرية.
تتضمن الموسيقى التصويرية 34 مساراً. لتسجيل الموسيقى التصويرية، تم استخدام أحدث محطة عمل موسيقية (آلة النطق) "Yamaha Montage 8" في ذلك الوقت، والتي، وفقاً للمؤلف، لم يتم بيعها في أيّ مكان آخر.
في 26 يناير، تم إصدار الموسيقى التصويرية للفيلم على موسيقى.ياندكس، وفي 27 يناير في آي تيونز.

## الإصدار
تم إصدار الفيلم في روسيا و‌أرمينيا و‌بيلاروس و‌كازاخستان في 26 يناير 2017 و‌فيتنام في 27 يناير 2017.

## الاستقبال
كانت ميزانية الفيلم 380 مليون روبل روسي، أو حسب مصادر أخرى 520 مليون روبل روسي بما في ذلك تسويق الفيلم.

### شباك التذاكر
كان لدى الفيلم نجاحاً تجارياً. حقق 44 مليون روبل روسي في يوم افتتاحه، وبقي على رأس شباك التذاكر الروسي لعدة أسابيع. بحلول نهاية عرضه المسرحي، حقق الفيلم أكثر من 1 مليار روبل روسي، ما يقرب من ثلاثة أضعاف ميزانية الفيلم.

### الاستقبال والنقد
تلقى الفيلم مراجعات تتأرجح بين المختلطة والإيجابية في وسائل الإعلام الروسية، بما في ذلك موقع أفيشا، كوميرسانت، مير فانتاستيك، KG-portal، و‌هوليوود ريبورتر. وفقًا لمجمع المراجعة "Kritikanstvo.ru"، من بين 58 مراجعة، كانت 10 تعليقات سلبية (من بينها، مراجعة قاسية جداً من مدون الفيديو الشهير BadComedian)، وكان متوسط تقييم الفيلم 6.4 من 10. أشيد بالفيلم لتعليقاته الاجتماعية، والمرئيات والتمثيل (أداء أولج مينشكوف على وجه الخصوص)، لكن بعض المراجعات انتقدت التصوير السلبي للفيلم للشباب الروسي وبعض التناقضات في التوصيف.

## تتمة
وفقًا للمنتج المشارك ألكسندر أندريوشينكو، في حالة النجاح التجاري، سيتم تصوير تتمة الفيلم. وفقًا للمخرج فيودور بوندارتشوك، فقد تمت كتابة السيناريو الخاص بالتتمة بالفعل.
بدأ تصوير فيلم غزو في يوليو 2018؛ تم إصدار الفيلم في 1 يناير 2020.